# 曹元
曹元（1449年—1521年），字以貞，太寧前衛官籍直隸含山縣人，明朝政治人物。成化乙未進士，正德間官至大學士。

## 生平
早年出身國子生，中順天鄉試第九十六名舉人。成化十一年（1475年）乙未科會試，得貢士第十四名。殿試登進士第二甲第四十一名進士，授工部主事，累升工部郎中。弘治七年（1494年）六月升山東布政司右參政，十二年二月升河南右布政使，十五年（1502年）三月遷山東左布政使。十八年十一月升都察院右副都御史、甘肅巡撫，正德二年（1507年）閏正月，改陝西巡撫，七月召為兵部右侍郎，三年六月升兵部左侍郎，隨後代替劉宇為兵部尚書，兼督團營，加太子少保。其將校遷除，均聽從劉瑾命令。正德五年二月，拜為吏部尚書兼文淵閣大學士。劉瑾被誅后，其上疏請罪，詞極哀，詔許致仕，言官交劾，罷黜為民。曹元無子，病中自作墓誌銘，嘆道：“我死，誰銘我者！”正德十六年卒于京第，年七十三。

## 家族
曾祖曹贇，贈都督僉事。祖父曹忠。父曹深，前教授。

## 延伸阅读
[在维基数据编辑]
 《國朝獻徵錄·卷之十四》，出自焦竑《國朝獻徵錄》
 《明史卷三百〇六》，出自《明史》